# Sinice
Sinice (znanstveno ime Paridae) so družina ptic iz reda pevcev, razširjena po večjem delu sveta razen Južne Amerike in Oceanije. Mednje uvrščamo 64 vrst, združenih v 14 rodov, ki so pogoste predvsem na severni polobli, največjo raznolikost pa dosegajo v Himalaji.

## Opis
V splošnem so to majhni ptiči s čokatim telesom, zaobljenimi perutmi in kratkimi nogami ter kljunom. Pogosto imajo greben iz perja na glavi in srednje dolg ali dolg rep. Operjenost je običajno zemeljskih barv, le pri nekaterih vrstah vključuje rumene ali modre odtenke, pogosti pa so kontrastni črno-beli ali črno-sivi vzorci. Samce in samice je težko ločiti med seboj. Tudi različne so si med seboj dokaj podobne in običajno ni težko ugotoviti, da je nek ptič sinica. Po splošni telesni zgradbi so med najbolj konzervativnimi ptičjimi družinami.
So živahne, dnevno aktivne ptice, ki spuščajo veliko zvokov in se lahko izven gnezditvenega obdobja združujejo v vrstno mešane jate. Veljajo za ene bolj inteligentnih ptic za vranami in papigami ter so zelo prilagodljive. Pogostejše vrste so med najbolje preučenimi ptiči, saj živijo blizu človeka v razvitem svetu in jih je možno spremljati s postavljanjem gnezdilnic.

## Habitat in razširjenost
Po večjem delu severne poloble so pogoste prebivalke gozdov, ki za gnezdenje praviloma potrebujejo ustrezno velika drevesna dupla. Rade zasedejo gnezdilnice, ki jih nastavijo ljudje. Običajno so monogamne in med paritveno sezono teritorialne, nekatere pa gnezdijo v skupinah in sodelujejo pri vzreji potomcev. Vse sinice se prehranjujejo z žuželkami, v hladnem delu leta pa dopolnjujejo prehrano s semeni, sadeži in poganjki. Nekaj vrst je prilagojenih na bolj sušne habitate, kjer iščejo hrano v nizkem grmičevju ali na tleh, vse pa za gnezdenje potrebujejo dupla ali druge ustrezne luknje. Včasih uporabijo zapuščene brloge glodavcev.
V Sloveniji gnezdi sedem vrst sinic: menišček, čopasta sinica, žalobna sinica, močvirska sinica, gorska sinica, plavček in velika sinica. Predvsem slednja je splošno razširjena in podobno kot po večjem delu Evrope ena najpogostejših ptic.

## Vrste v taksonomskem vrstnem redu
Družina: PARIDAE
| Slika | Rod                                  | Živeče vrste |
| ----- | ------------------------------------ | --- |
|       | Cephalopyrus Bonaparte, 1854         | - Cephalopyrus flammiceps |
|       | Sylviparus Burton, 1836              | - Sylviparus modestus |
|       | Melanochlora Lesson, 1839            | - Melanochlora sultanea |
|       | Periparus Sélys Longchamps, 1884     | - Periparus rufonuchalis - Rjasti menišček, Periparus rubidiventris - Menišček, Periparus ater |
|       | Pardaliparus Sélys Longchamps, 1884  | - Pardaliparus venustulus - Pardaliparus elegans - Pardaliparus amabilis |
|       | Lophophanes Kaup, 1829               | - Čopasta sinica, Lophophanes cristatus - Siva čopasta sinica, Lophophanes dichrous |
|       | Baeolophus Cabanis, 1850             | - Baeolophus wollweberi - Baeolophus inornatus - Baeolophus ridgwayi - Baeolophus bicolor - Baeolophus atricristatus |
|       | Sittiparus Selys-Longchamps, 1884    | - Sittiparus varius - Sittiparus owstoni - Sittiparus olivaceus - Sittiparus castaneoventris - Sittiparus semilarvatus |
|       | Poecile Kaup, 1829                   | - Poecile superciliosus - Žalobna sinica, Poecile lugubris - Poecile davidi - Močvirska sinica, Poecile palustris - Poecile hyrcanus - Poecile hypermelaenus - Gorska sinica, Poecile montanus - Poecile weigoldicus - Karolinska sinica, Poecile carolinensis - Črnoglava sinica, Poecile atricapillus - Poecile gambeli - Poecile sclateri - Laponska sinica, Poecile cinctus - Poecile hudsonicus - Poecile rufescens |
|       | Cyanistes Kaup, 1829                 | - Kanarski plavček, Cyanistes teneriffae (prej vključen v C. caeruleus) - Plavček, Cyanistes caeruleus - Sinji plavček, Cyanistes cyanus |
|       | Pseudopodoces Zarudny & Loudon, 1902 | - Pseudopodoces humilis |
|       | Parus Linnaeus, 1758                 | - Velika sinica, Parus major - Pepelasta sinica, Parus cinereus (ločena od P. major) - Zelenohrbta sinica, Parus monticolus |
|       | Machlolophus Cabanis, 1850           | - Machlolophus nuchalis - Machlolophus holsti - Machlolophus xanthogenys - Machlolophus aplonotus - Machlolophus spilonotus |
|       | Melaniparus Bonaparte, 1850          | - Melaniparus guineensis - Melaniparus leucomelas - Melaniparus niger - Melaniparus carpi - Melaniparus albiventris - Melaniparus leuconotus - Melaniparus funereus - Melaniparus rufiventris - Melaniparus fringillinus - Melaniparus fasciiventer - Melaniparus thruppi - Melaniparus griseiventris - Melaniparus cinerascens - Melaniparus afer                                                                       |

Njihovi najbližji sorodniki so plašice.